# St. Maries
St. Maries település az Amerikai Egyesült Államok Idaho államában, Benewah megyében, melynek megyeszékhelye is. Lakosainak száma 2357 fő (2020. április 1.).

## Népesség
A település népességének változása:

| 2010 | 2 402 |
| 2020 | 2 357 |